# Scoparia parachalca
Scoparia parachalca là một loài bướm đêm trong họ Crambidae.